# Tomba del Poggio al Moro
La Tomba del Poggio al Moro    est une tombe étrusque proche de la ville de Chiusi, dans la province de Sienne en Toscane, à la limite de l'Ombrie.

## Description
La Tomba del Poggio al Moro fait partie de la quinzaine de tombes étrusques de Chiusi situées à l'ouest de la ville.
Elle comporte des fresques avec des scènes de danse datant du Ve siècle av. J.-C., des courses de biges, des acrobates, ainsi que quatre coureurs prenant le départ d'une course à pied.

## Sources
- (it) Cet article est partiellement ou en totalité issu de l’article de Wikipédia en italien intitulé « Tomba del Poggio al Moro » (voir la liste des auteurs).